# Unia Tarnów (basket-ball)
L'Unia Tarnów, est un club polonais de basket-ball issu du club omnisports « Unia Tarnów » basé dans la ville de Tarnów. Le club appartient à la Dominet Bank Ekstraliga soit le plus haut niveau du championnat polonais.

## Entraîneurs successifs
- Depuis ? : -